# Die Komödiantin (1928)
Die Komödiantin (Originaltitel: The Actress) ist eine US-amerikanische Stummfilmkomödie aus dem Jahr 1928 von Sidney Franklin mit Norma Shearer und Owen Moore in den Hauptrollen. Der Film wurde von Metro-Goldwyn-Mayer produziert und basiert auf dem Bühnenstück Trelawny of The Wells von Arthur Wing Pinero.

## Handlung
Rose Trelawney, eine beliebte Schauspielerin, heiratet Arthur Gower, einen Adeligen, und wird in seinen strengen Haushalt aufgenommen. Sie verlässt den Haushalt, als ihre Schwiegereltern ihre Theaterfreunde beleidigen. Rose ist immer noch in Gower verliebt, verliert jedoch ihre Lust an der Schauspielerei und wird arm. Gowers Vater, Sir William, versucht ihr zu helfen, indem er ein Stück von ihr unterstützt. Rose weiß nicht, dass Gower ihr Gegenüber spielt. Das Stück wird ein Erfolg und die Familie findet Harmonie.

## Hintergrund
Gedreht wurde der Film ab dem 24. Dezember 1927 in den MGM-Studios in Culver City.
Cedric Gibbons oblag die künstlerische Leitung.
Da keine Kopien der sieben Filmrollen existieren, gilt der Film als verschollen.

## Veröffentlichung
Die Premiere des Films fand am 28. April 1928 statt. Noch im selben Jahr kam er im Deutschen Reich in die Kinos.